# Isologo

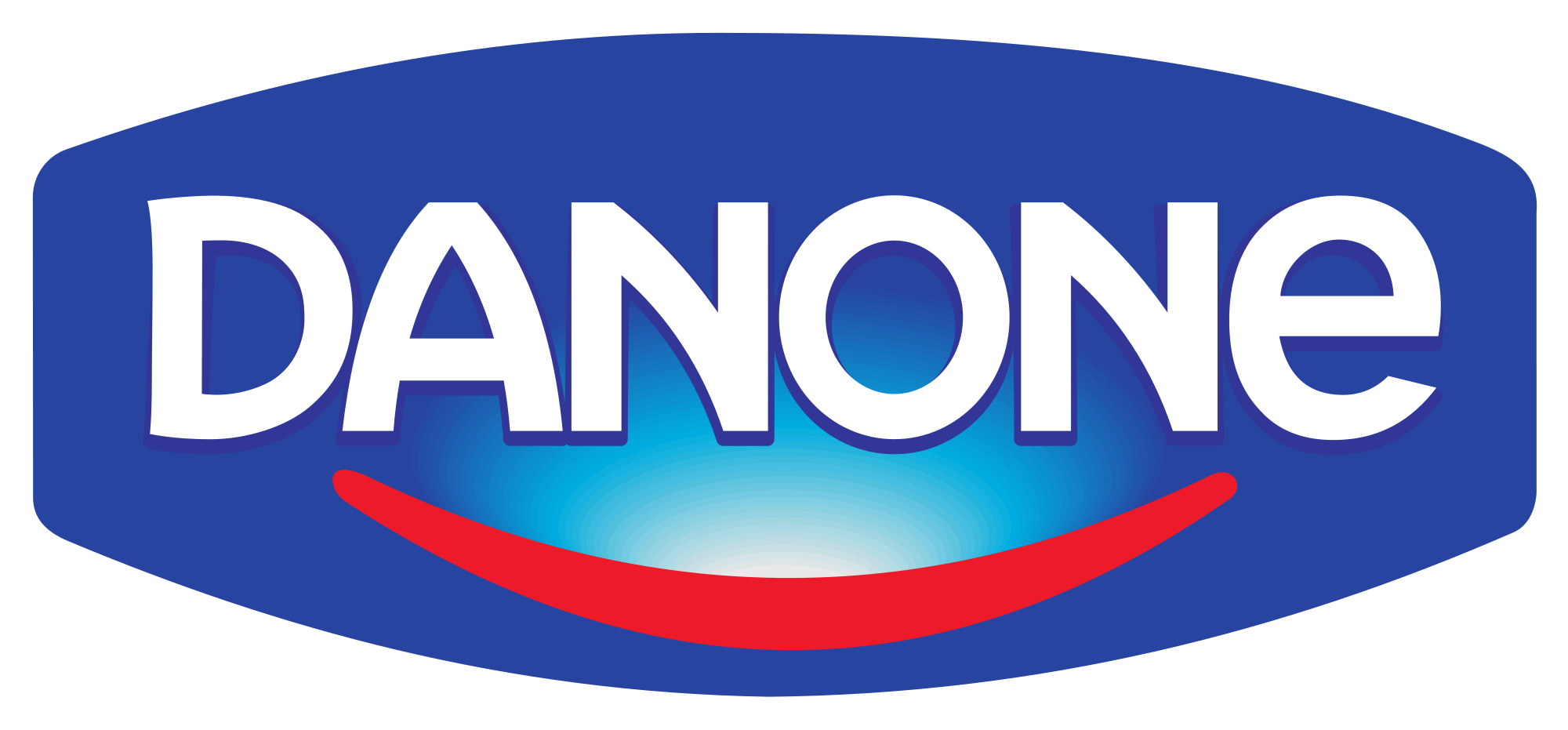
Isologo de Danone

Un isologo, también llamado isologotipo, es un identificador gráfico que sirve para firmar las comunicaciones de una entidad (empresa, producto, servicio, institución, etc.). Un isologo se forma por la unión de un símbolo gráfico y un estímulo textual representado con signos tipográficos, aquella en la que las dos partes o piezas que lo componen son indivisibles e inseparables. No funciona la una sin la otra. Es decir, el isologo lo componen la parte gráfica o icono y también la parte textual pero uno integrado en el otro. 
Las marcas que funcionan con el símbolo gráfico únicamente se conocen como isotipos, y las que funcionan únicamente con texto (que a su vez hace las veces de imagen gráfica), reciben el nombre de logotipos (o «logos»).
En pocas palabras, son letras incrustadas en la imagen.
Isologo, imagotipo, isotipo y logotipo son varias tipologías posibles de la marca corporativa.

## Ejemplos
Ejemplos de isologos son las marcas de Ups, Burger King, Ford, Purina y American Express
